# Ernest von Koerber

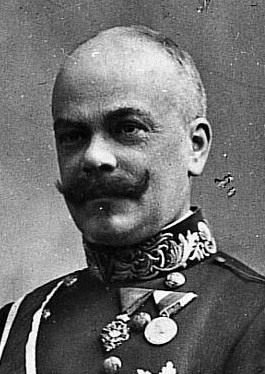
Ernest von Koerber

Ernest von Koerber (Trento, 6 november 1850 - Baden bei Wien, 5 maart 1919), was een Oostenrijks politicus.

## Biografie

### Opleiding en vroege carrière
Ernest von Koerber werd op 6 maart 1850 geboren in Trento. Trento maakt tegenwoordig deel uit van Italië, maar tot 1918 maakte het deel uit van het Oostenrijkse deel (Cisleithanië) van Oostenrijk-Hongarije. Ernst von Koerber was zoon van een officier.
Ernest von Koerber studeerde rechten. Tijdens zijn studie ontwikkelde hij zich tot liberaal en werd lid van de Deutsch-Liberale Partei (DLP, Duits-Liberale Partij) en stond in nauw contacten met liberalen als Rudolf Sieghart, Josef Redlich, Joseph Maria Baernreither en Emil Steinbach. In 1874 trad hij in staatsdienst en begon aan een lange en glansrijke carrière als ambtenaar. Hij was het prototype verlichte bureaucraat.

### Politicus
Ernest von Koerber was van 30 november 1897 tot 5 maart 1898 minister van Handel in het kabinet-Gautsch, van 2 oktober tot 21 december 1899 was hij minister van Binnenlandse Zaken in het kabinet-Clary.

### Eerste premierschap
Op 19 januari 1900 benoemde keizer Frans Jozef I van Oostenrijk Von Koerber tot minister-president van het Oostenrijkse deel (Cisleithanië) van de Donaumonarchie. Hij werd ook minister van Binnenlandse Zaken. In 1902 werd hij tevens minister van Justitie. Als liberaal was Von Koerber voorstander van een goed functionerend parlement. De Rijksraad (Reichsrat) was echter een slecht functionerend parlement. Tijdens Von Koerbers premierschap kwam het parlement vaker bijeen en nam de invloed van de Rijksraad toe.
Von Koerber trachtte de niet-Duitse volken in Oostenrijk gunstig te stemmen, o.a. door de stichting van een Italiaanstalige universiteit in Innsbruck. De Duits-Oostenrijkse nationalisten verzetten zich echter succesvol tegen deze plannen en de regering moest haar wetsontwerp betreffende de stichting van een Italiaanstalige universiteit intrekken (1904). De Italiaanse en Slavische inwoners van Cisleithanië verzetten zich op hun beurt tegen de stichting van een "Nationale Universiteit" met het Duits als voertaal.
Meer succes hadden Von Koerber en zijn kabinet met het doorvoeren van liberale hervormingen op het gebied van gewetensvrijheid: de perscensuur werd afgeschaft en de sociaaldemocratische partijen (w.o. de Sozialdemokratische Arbeiterpartei Österreichs) konden zich gemakkelijker ontplooien.
Onder Von Koerbers kabinet werd ook de infrastructuur van de Donaumonarchie verbeterd; met name de spoorwegen en kanalen. De verbetering van de infrastructuur kon rekenen op de steun van de meerderheid van de Rijksraad; zij stemde alle etnische groepen in de Rijksraad gunstig.
In december 1904 trad Von Koerber af. Hij werd op 1 januari 1905 opgevolgd door Paul Gautsch von Frankenthurn.

### Tweede premierschap
Na de moord op Karl Reichsgraf von Stürgkh op 21 oktober 1916 door de sociaaldemocraat Friedrich Adler, - te midden van de Eerste Wereldoorlog - benoemde keizer Frans Jozef Von Koerber tot premier met als opdracht het "Rijk te redden".
Von Koerbers benoeming tot minister-president stuitte op veel kritiek bij graaf István Tisza, de premier van het Hongaarse deel (Transleithanië) van de Donaumonarchie. Von Koerber wilde enkele bepalingen van de Ausgleich (vergelijk) van 1867 tussen Oostenrijk en Hongarije herzien zodat een federalisering van het rijk mogelijk zou worden gemaakt. Dit was iets waar Tisza sterk op tegen was. Tisza en Stürgkh waren aan het begin van de oorlog overeengekomen hervormingen uit te stellen tot na de oorlog. Na het overlijden van keizer Frans Jozef (21 november 1916) en het aantreden van de nieuwe keizer, Karel I van Oostenrijk, wist Tisza keizer Karel ervan te overtuigen dat hervormingspogingen zouden stuitten op de onwil van de Hongaarse regering. Keizer Karel wees de hervormingsplannen van Von Koerber dan ook af. Von Koerber restte niets anders dan zijn ontslag aan te bieden (20 december 1916).
Ernest von Koerber overleed op 68-jarige leeftijd, op 5 maart 1919 in Bad am Wien.